# Astronomia aborigen australiana

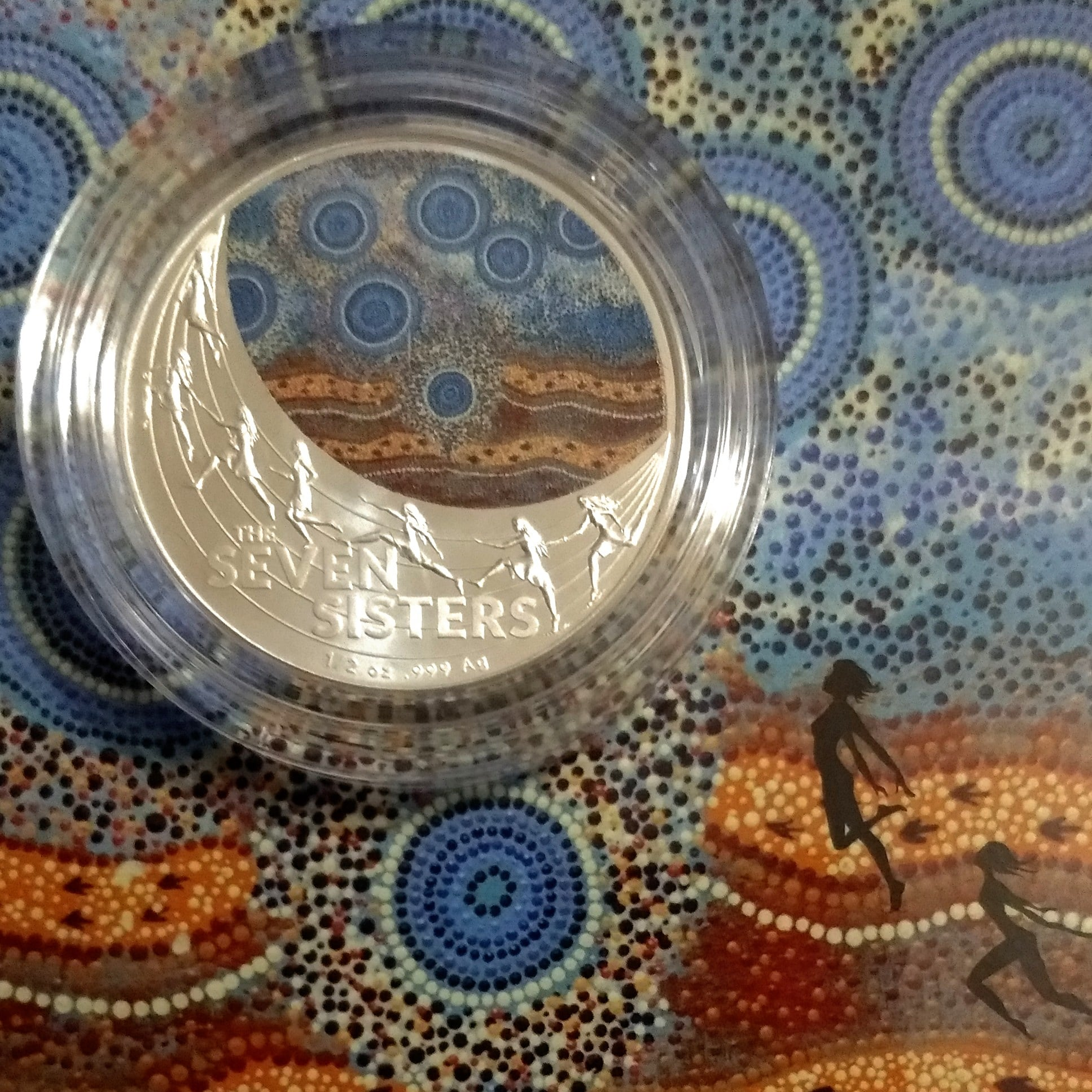
Dòlar commemoratiu de la Casa Reial de la Moneda Australiana, que mostra les Plèiades al revers.

Astronomia aborigen australiana és el nom que rep la part de la cultura aborigen australiana relacionada amb els fets astronòmics, com el Sol i la Lluna, les Estels, els planetes, i la Via Làctia, i els seus moviments en el firmament. Atès que la cultura aborigen australiana és la més antiga de les civilitzacions encara continuades, s'ha dit que els aborígens autralians podrien haver estat els primers astrònoms de la història.
Alguns grups d'aborígens autralians utilitzen els moviments dels cossos celestials com a calendari. Sovint s'atribueixen significats religiosos o mitològics als fenòmens astronòmics i als cossos celestials. Hi ha molta diversitat de tradicions astronòmiques a Austràlia, cadascuna amb la seva particular expressió cosmològica. No obstant això, sembla haver-hi línies comunes entre els diferents grups.

## Interpretació del cel

### L'Emú en el firmament
Una tradició molt estesa a Austràlia és la del "Emú en el firmament", una constel·lació definida per nebuloses fosques (núvols opacs de pols i gas de l'espai exterior), visible com a contrast sobre el fons de la Via Làctia més que per formacions d'estels. El cap de l'emu és la molt fosca Nebulosa del Sac de Carbó, propera a la Creu del Sud. El cos i les potes serien altres núvols foscos al llarg de la Via Làctia en direcció cap a Escorpió.

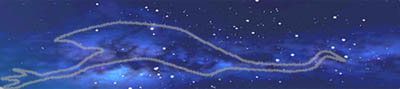
"L'Emú en el firmament dels aborígens australians". En termes d'astronomia occidental, la Creu del Sud està a la dreta i Escorpió a l'esquerra i el cap de l'emú és la Nebulosa del Sac de Carbó.

En el nord de Sydney, en el Kuringai National Park, hi ha nombrosos gravats en roca del Poble Guringai, que en l'actualitat segueix vivint a la zona. Aquests gravats inclouen representacions de l'Heroi-creador Daramulan i la seva esposa-emú. Un gravat prop del camí Elvina mostra un emú en la mateixa postura i orientació que la constel·lació del "Emú del firmament". Durant les tardes de tardor, l'Emú del firmament passa just per davant del seu retrat en pedra, al moment exacte en què s'ha de realitzar la recollida d'ous d'emú. No obstant això, per al poble Wardaman, la nebulosa del Sac de Carbó representa el cap d'un home de lleis.

### La Canoa en Orió
El poble yolngu del nord d'Austràlia diu que la constel·lació d'Orió, que ells anomenen Julpan, és una canoa. Expliquen la història de tres germans que van anar a pescar, i un d'ells va menjar un peix que estava prohibit per la seva llei. Veient això, el Sol es va emportar als tres germans i a la canoa al cel. Els tres estels al centre de la constel·lació, que formen el Cinturó d'Orió en la mitologia occidental, són els tres germans, la Nebulosa d'Orió per sobre d'ells és el peix prohibit, i els estels brillants Betelgeuse i Rigel són la proa i la popa de la canoa. Aquest és un exemple de les llegendes astronòmiques que cimenten els codis ètics i socials que utilitzen els habitants d'aquesta terra.

### Les Plèiades
Les Plèiades també apareixen en els Somnis de diversos grups aborígens. Per exemple, a la regió del desert central, es diu que són set germanes que fugen de l'assetjament d'un home representats pels estels d'Orió. La similitud amb el mite grec es creu que és pura coincidència, perquè no existeixen evidències d'una connexió cultural entre tots dos pobles.

### La Via Làctia i altres estels
Quan un membre dels yolngu mor, és portat per una canoa mística, Larrpan, a l'illa dels esperits (Baralku) en el cel, on es poden veure les seves fogueres o barbacoes enceses tot al llarg del gran riu de la Via Làctia. La canoa és enviada de tornada en forma d'estel fugaç, fent saber a la seva família que ha quedat a la terra que ha tingut un viatge segur fins a l'illa dels esperits.
El poble boorong veu en la Creu del Sud un pòssum pujat a un arbre.

### El Sol i la Lluna
Moltes tradicions tenen històries sobre un Sol femení i una Lluna masculina.
Els yolngu diuen que Walu, el Sol-dona, encén un petit foc cada matí, que nosaltres veiem com l'alba. Ella es pinta amb ocre vermell, part del qual es vessa en els núvols, creant l'alba. Després encén una torxa i la transporta al llarg del cel, d'Est a Oest, creant la llum del dia. Al final del seu viatge, mentre descendeix del cel, algunes de les seves pintures d'ocre freguen amb els núvols, creant el capvespre. A continuació apaga la torxa i durant la nit viatja per sota de la terra cap al seu campament de l'Est.
Els yolngu també expliquen que Ngalindi, la Lluna-home, va ser una vegada jove i prim (la lluna nova), però va fer el vague i va engreixar (la lluna plena). Les seves dones li van tallar en trossos amb les seves destrals (la lluna minvant). Per escapar va grimpar a un arbre alt cap al Sol, però va acabar morint per les ferides produïdes. Després de romandre mort per tres dies, va reviure per repetir el cicle, i continua fent-ho fins als nostres dies. Els yolngu també associen la lluna a les marees. Els Kuwema del Territori del Nord diuen que engreixa cada lluna plena a força de devorar els esperits d'aquells que desobeeixen les lleis tribals, cosa que de nou ocorre constantment des que es recorda.

### Eclipsis
Els warlpiri expliquen que un eclipsi solar és un Sol-dona que s'oculta darrere d'una Lluna-home mentre fan l'amor. Aquesta explicació és comparatida per altres grups com els wirangu. D'altra banda, un eclipsi lunar és causat quan la Lluna-home és perseguit i acorralat pel Sol-dona. Al Parc Nacional Kuringai hi ha diversos gravats de formes creixents, amb afilades banyes apuntant cap avall, i sota aquest dibuix hi ha un d'un home davant d'una dona. Mentre que la forma creixent ha estat interpretada per molts investigadors com un bumerang, alguns argumenten que és més fàcilment interpretat com un eclipsi solar, amb explicació del mite de l'home-lluna i la dona-sol a sota.

### Venus
El clarejar de Venus inicia una important cerimònia pels yolngu, a la qual l'anomenen Barnumbir ("Estel del matí"). Es reuneixen després del vespre esperant la sortida del planeta. A mesura que s'apropa, en les primeres hores abans del clarejar, els yolngu diuen que porta darrere d'ella una corda de llum lligada a l'illa de Baralku a la terra, i que al llarg d'aquesta corda, i amb l'ajuda d'un bastó cerimonial, la gent pot comunicar amb els seus sers estimats ja morts, mostrant-los que encara els estimen i recorden.